# Benno Heussen

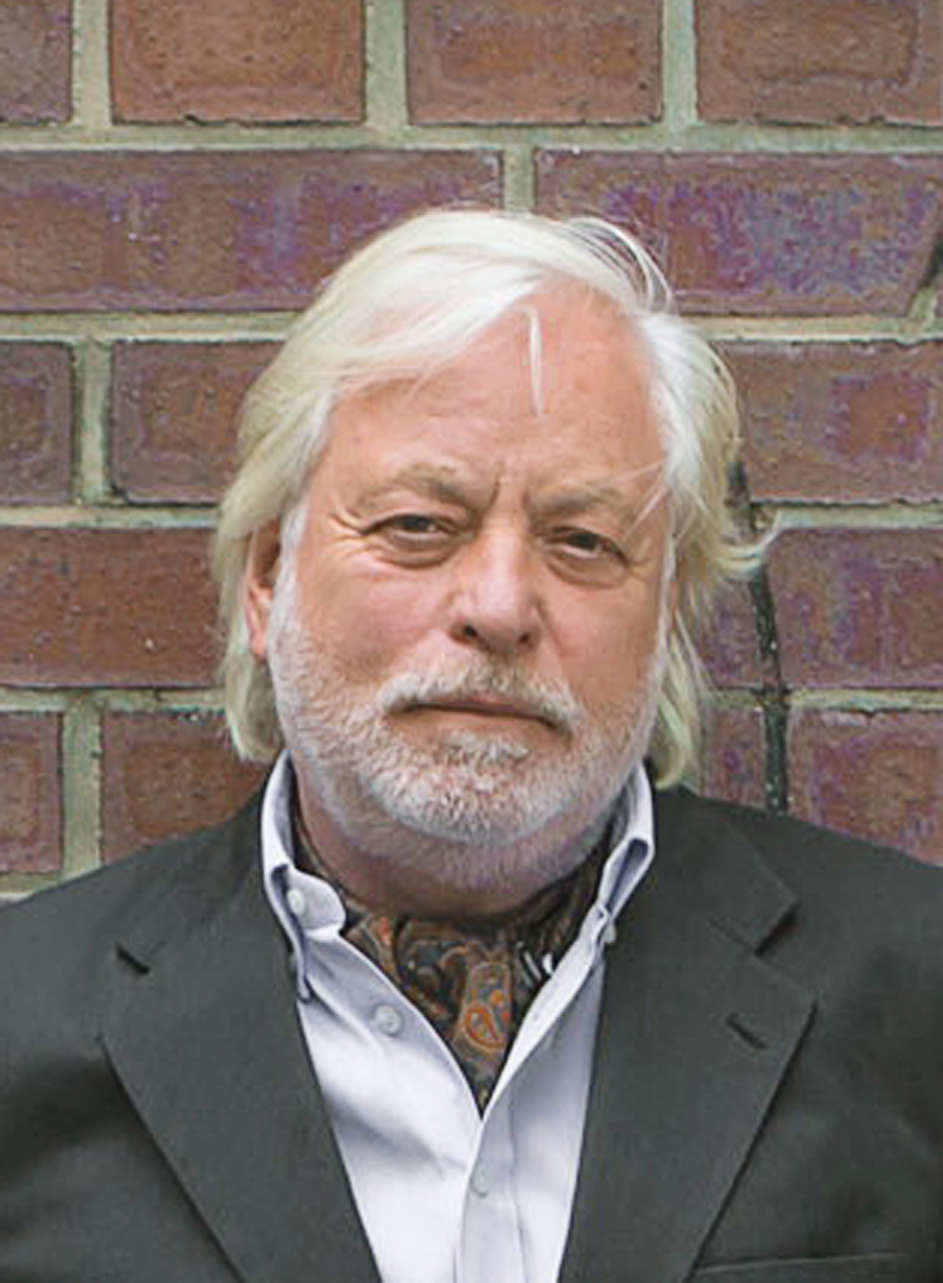
Benno Heussen 2013

Benno Heussen (* 18. Mai 1944) ist ein deutscher Rechtsanwalt, Schiedsrichter (im Rechtswesen) und Wissenschaftler.

## Leben
Benno Heussen stammt aus einer rheinischen Architektenfamilie, deren protestantischer Zweig die niederländische Familienbezeichnung Huyssen beibehalten hat. Sein Vater, Felix Heussen, war 1940 beim Bau des Flughafens Tempelhof in Berlin im Architekturbüro Ernst Sagebiel und nach 1948 im Architekturbüro des späteren Bundespräsidenten Heinrich Lübke tätig. Seine architektonischen Arbeiten befinden sich heute im Baukunstarchiv Nordrhein-Westfalen. Heussen wuchs in Düsseldorf auf, besuchte von 1955 bis 1963 mit seinen drei Brüdern das Gymnasium Aloisiuskolleg in Bad Godesberg, studierte Jura in Berlin, Freiburg und München. 1972 wurde Heussen zum Dr. jur. an der Ludwig-Maximilians-Universität München bei Peter Lerche mit einem verfassungsrechtlichen Gutachten promoviert.
Heussen ist in zweiter Ehe mit Helma Heussen (geb. Ante) verheiratet, er hat zwei Töchter aus erster Ehe und lebt in München.

## Berufliche Entwicklung
Nach Stationen in den Sozietäten Sieghart Ott und Otto Gritschneder wurde er 1973 in München als Rechtsanwalt zugelassen und gründete dort zusammen mit drei anderen Partnern die Sozietät Heussen Braun von Kessel, der später Reiner Ponschab beitrat. Seit 1992 leitete er die Berliner Niederlassung.
Die Sozietät Heussen Braun von Kessel fusionierte zunächst mit Heuking Kühn Lüer Wojtek (1997–2000). Nachdem diese Fusion wieder getrennt wurde, erfolgte eine Fusion mit PricewaterhouseCoopers Veltins Rechtsanwaltsgesellschaft mbH, der heutigen Heussen Rechtsanwaltsgesellschaft mbH. Diese hat Standorte in München, Stuttgart, Frankfurt und Berlin, sowie Kooperationen mit Heussen Niederlande (Amsterdam) und Heussen Italien (Rom, Mailand).
2004–2022 war er bei der Heussen Rechtsanwaltsgesellschaft mbH als Of-Counsel (Berater) tätig. Generelle Tätigkeitsschwerpunkte in dieser Zeit waren nationale und internationale Schiedsgerichtsverfahren und Beratungen im Konfliktmanagement. Seit März 2022 ist er mit der Heussen Rechtsanwaltsgesellschaft mbH nicht mehr beruflich verbunden.
Seit 2014 bis 2024 rechnet Best Lawyers ihn zu den führenden Rechtsanwälten auf dem Gebiet IT-Recht in Deutschland.

## Wissenschaftliche Arbeit
Ab Mitte 1980 spezialisierte Heussen sich auf das Computerrecht und gründete in seiner Sozietät die Arbeitsgruppe Informationstechnologie und Medien. Gemeinsam mit Wolfgang Kilian gab er 1990 das Computerrechtshandbuch bei C.H. Beck heraus – es gilt als eines der Standardwerke auf diesem Gebiet (32. Auflage 2013).
Nach Lehraufträgen an der Technischen Universität München, der Humboldt-Universität zu Berlin und der Universität Hannover wurde er an der Universität Hannover 2003 Honorarprofessor.
Bis 2012 war er einige Jahre Mitglied des Beirates der Deutschen Gesellschaft für Recht und Informatik (DGRI).
Nach der ersten Generation von Juristen, die die Rechtsinformatik begründeten (Herbert Fiedler, Wilhelm Steinmüller, Hans Peter Bull, Fritjof Haft, Alfred Podlech, Bernhard Schlink u. a., siehe Rechtsinformatik) gehört er zur zweiten Generation der Juristen, die sich neben den Universitätslehrern der zweiten Generation (Maximilian Herberger, Thomas Hoeren, Alexander Roßnagel u. a.) um die Theorie der Praxis dieses Spezialgebiets bemühen (Christoph Zahrnt, Jochen Schneider, Michael Bartsch, Hans-Jürgen Garstka, Frank A. Koch, Peter Bräutigam u. a.). In seiner wissenschaftlichen Arbeit plädierte er für Open-Source-Modelle neben proprietären Ansätzen.
Auch außerhalb des IT-Rechts hat er zahlreiche Bücher und Aufsätze im Bereich Recht und Wirtschaft geschrieben – beziehungsweise als Herausgeber betreut (Beck’sches Rechtsanwaltshandbuch, bis zur 11. Auflage 2016; Unternehmerhandbuch, C.H. Beck, 2005).
Er hat außerdem einige Ratgeber zur Kanzleiverwaltung geschrieben.
Heussen hat theoretische Arbeiten zur Organisation, Taktik und Psychologie der Verhandlungsführung geschrieben. Dazu hat er 2004/2005 in China und Vietnam Lehrveranstaltungen in Zusammenarbeit mit InWEnt durchgeführt. Seit 2010 befasst er sich mit Fragen des Zeitgeschehens und veröffentlicht regelmäßig dazu in der Zeitschrift Merkur – Deutsche Zeitschrift für europäisches Denken.
Von März 2014 bis März 2023 war Heussen Mitglied im Beirat der Max-Planck-Förderstiftung (Stiftung zur Förderung der Wissenschaften).
Im Oktober 2022 wurde er – auch für seine essayistischen Arbeiten – als Mitglied in das PEN-Zentrum Deutschland gewählt.

## Mitarbeit in Schiedsverfahren
Neben langjähriger Tätigkeit in Schiedsverfahren für die International Chamber of Commerce mit Sitz in Paris (ICC) und – ab 1990 – die Deutsche Institution für Schiedsgerichtsbarkeit mit Sitz in Köln (DIS) gründete er 1998 gemeinsam mit Reiner Ponschab die Deutsche Gesellschaft für Wirtschaftsmediation (GWMK), heute: Europäisches Institut für Konfliktmanagement (EUCON).

## Deutscher Anwaltverein
Heussen war 1999 bis 2007 Mitglied im Vorstand des Deutschen Anwaltvereins (DAV) und gründete im Jahr 1999 dort die Arbeitsgemeinschaft Informationstechnologie sowie die Arbeitsgemeinschaft Kanzleimanagement.

## Ehrungen

### Benno Heussen Preis
Im Jahr 2010 verlieh ihm die Arbeitsgemeinschaft Kanzleimanagement den Benno Heussen Preis.
2014 wurde dieser Preis zum zweiten Mal verliehen – diesmal an Willi Oberlander, Geschäftsführer des Instituts für Freie Berufe an der Universität Nürnberg-Erlangen.
2016 wurde der Benno Heussen Preis zum 3. Mal verliehen und zwar an Sabine Jungbauer, eine Fachtrainerin für Rechtsanwälte.
2018 erhielt Matthias Kilian, Direktor des Soldan Instituts an der Universität Köln, den Preis.
2022 wurde der Benno Heussen Preis zum fünften Mal an Ilona Cosack aus Mainz verliehen.

### Sonstige
Auf dem Anwaltstag am 24. Mai 2017 in Essen erhielt Heussen das Ehrenzeichen für seine Initiativen auf dem Gebiet des Managements und des IT-Rechts.
Seit 2021 ist er Ehrenmitglied des Münchner Anwaltvereins.

## Veröffentlichungen (Auswahl)
- brainguide: Veröffentlichungsliste (PDF)
- Interessante Zeiten – Reportagen aus der Innenwelt des Rechts. 1. Auflage. Boorberg Verlag, München 2013, ISBN 978-3-415-04958-1. (online)
- Hitlers Sex – unveröffentlichte Geheimdokumente des US-Geheimdienstes aus dem Jahr 1943. vitolibro, E-Book, 2013, deutsch: ISBN 978-3-86940-501-8; englisch: ISBN 978-3-86940-500-1 (hrsg. und kommentiert gemeinsam mit John David Morley).
- Machiavelli in Harvard – Intelligentes Konfliktmanagement (online)
- (Hrsg. Kilian/Heussen): Computerrechtshandbuch. Bis zur 32. Auflage. C. H. Beck, 2013.
- (Hrsg. und Mitautor): Handbuch Vertragsverhandlung und Vertragsmanagement. 5. Auflage. Otto Schmidt, 2021.
- (Hrsg.): Beck’sches Rechtsanwaltshandbuch. 11. Auflage. C.H. Beck, 2016.
- Anwaltsunternehmen führen. 3. Auflage. C. H. Beck, 2016.
- Time-Management für Rechtsanwälte. 5. Auflage. C. H. Beck, 2024 (gemeinsam mit Jessica Jacobi).
- Rechtliche Verantwortungsebenen und dingliche Verfügung bei der Überlassung von Open Source Software. In: Multimedia und Recht. 7/2004, S. 445–450.
- Die Urgrammatik des Rechts – auf der Suche nach den biologisch-psychologischen Wurzeln des Rechts. RPhZ 3/2018, S. 294ff. (online)
- Marinetti, Adrià, Myhrvold – Über Schönheit und Schrecken der Modernist Cuisine Merkur – Deutsche Zeitschrift für Europäisches Denken – 2018, Heft 825, Seite 44–54. (online)

## Nachweise